# Амфином
Амфино́м (др.-греч. Ἀμφίνομος) — в греческой мифологии один из женихов Пенелопы, родом с Дулихия. Сын Ниса.
Он часто удерживал от буйства других претендентов на руку Пенелопы и всегда защищал Телемаха, он же пытался убедить остальных женихов не убивать Телемаха после его возвращения со Спарты. Когда Одиссей в обличье нищего странника проучил Ира, вздумавшего гнать его из собственного дома, Амфином поднес Одиссею кубок с вином и пожелал, чтобы боги вновь послали ему богатство и счастье. Одиссей, желая спасти Амфинома, посоветовал ему уйти домой, поскольку скоро вернется супруг Пенелопы и тогда гибель грозит всем женихам, однако Амфином не внял совету и погиб во время расправы, которую устроил над женихами Одиссей и Телемах (Амфином был убит Телемахом).
По одной из версий, Пенелопа была неверна Одиссею во время его длительного отсутствия, причем Амфином соблазнил Пенелопу, за что Одиссей убил её.